# Derrick Chievous
Derrick Joseph Chievous (Nueva York, Nueva York, 3 de julio de 1967) es un exjugador de baloncesto estadounidense que jugó durante 3 temporadas en la NBA, para posteriormente hacerlo en la CBA, la liga griega y la liga argentina. Con 2,00 metros de altura, lo hacía en la posición de alero. Es padre del actual baloncestista profesional Quinton Chievous.

## Trayectoria deportiva

### Universidad
Tras haber jugado el McDonald's All-American Team en 1984, jugó durante cuatro temporadas con losTigers de la Universidad de Misuri, en las que promedió 19,8 puntos y 7,5 rebotes por partido. Lideró su conferencia en anotación en sus dos últimos años como universitario, además de ser uno de los dos únicos jugadores de Missouri a lo largo de la historia en liderar al equipo en anotación durante tres temporadas.

### Profesional
Fue elegido en la decimosexta posición del Draft de la NBA de 1988 por Houston Rockets, donde en su primera temporada, que a la postre sería la mejor de su carrera, promedió 9,3 puntos y 3,2 rebotes por partido. Mediada la temporada 1989-90 fue traspasado a Cleveland Cavaliers a cambio de futuras segundas rondas del draft.
En los Cavs apenas contó para su entrenador, Lenny Wilkens, que lo alineó en tan solo 32 partidos a lo largo de sus dos últimas temporadas en la NBA. Tras no encontrar hueco en la liga, los siguientes años los pasó en varios equipos de la CBA, antes de irse a jugar al Dafni BC de la liga griega en 1992. Acabó su carrera profesional jugando una temporada en el equipo argentino del Quilmes Mar del Plata.

## Estadísticas de su carrera en la NBA

### Temporada regular
| Temporada | Edad | Equipo              | Liga | P   | TIT | MIN  | TC  | TCA | %TC  | 3P  | 3PA | %3P  | TL  | TLA | %TL  | R.OF. | R.DEF. | REB | ASIS | ROB | TAP | PER | FP  | PTS |
| 1988-89   | 21   | Houston Rockets     | NBA  | 81  | 1   | 19.0 | 3.4 | 7.8 | .437 | 0.1 | 0.3 | .208 | 2.4 | 3.0 | .783 | 1.4   | 1.8    | 3.2 | 1.0  | 0.6 | 0.1 | 1.7 | 2.0 | 9.3 |
| 1989-90   | 22   | TOTAL               | NBA  | 55  | 0   | 10.7 | 1.9 | 4.0 | .477 | 0.1 | 0.2 | .333 | 1.5 | 2.0 | .721 | 0.6   | 1.0    | 1.6 | 0.6  | 0.5 | 0.1 | 0.8 | 1.3 | 5.3 |
| 1989-90   | 22   | Houston Rockets     | NBA  | 41  | 0   | 12.0 | 2.2 | 4.3 | .506 | 0.1 | 0.2 | .375 | 1.5 | 2.1 | .701 | 0.7   | 1.1    | 1.8 | 0.7  | 0.6 | 0.1 | 1.0 | 1.4 | 6.0 |
| 1989-90   | 22   | Cleveland Cavaliers | NBA  | 14  | 0   | 7.1  | 1.1 | 3.0 | .357 | 0.0 | 0.1 | .000 | 1.4 | 1.7 | .792 | 0.5   | 0.6    | 1.1 | 0.3  | 0.2 | 0.1 | 0.4 | 0.8 | 3.5 |
| 1990-91   | 23   | Cleveland Cavaliers | NBA  | 18  | 0   | 6.1  | 0.9 | 2.6 | .370 | 0.0 | 0.0 |      | 0.5 | 0.9 | .563 | 0.6   | 0.4    | 1.0 | 0.1  | 0.2 | 0.1 | 0.3 | 0.9 | 2.4 |
| Total     |      |                     | NBA  | 154 | 1   | 14.5 | 2.6 | 5.8 | .443 | 0.1 | 0.2 | .242 | 1.8 | 2.4 | .755 | 1.0   | 1.3    | 2.4 | 0.7  | 0.5 | 0.1 | 1.2 | 1.6 | 7.1 |

### Playoffs
| Temporada | Edad | Equipo              | Liga | P | MIN | TCA | TC | 3PA | 3P | TLA | TL | R.OF. | REB | ASIS | ROB | TAP | PER | FP | PTS | %TC  | %3P | %FT  | MIN  | PTS | REB | AST |
| 1988-89   | 21   | Houston Rockets     | NBA  | 4 | 40  | 5   | 17 | 0   | 0  | 8   | 10 | 5     | 6   | 2    | 1   | 1   | 3   | 7  | 18  | .294 |     | .800 | 10.0 | 4.5 | 1.5 | 0.5 |
| 1989-90   | 22   | Cleveland Cavaliers | NBA  | 3 | 28  | 6   | 10 | 0   | 0  | 7   | 9  | 2     | 3   | 2    | 1   | 0   | 3   | 2  | 19  | .600 |     | .778 | 9.3  | 6.3 | 1.0 | 0.7 |
| Total     |      |                     | NBA  | 7 | 68  | 11  | 27 | 0   | 0  | 15  | 19 | 7     | 9   | 4    | 2   | 1   | 6   | 9  | 37  | .407 |     | .789 | 9.7  | 5.3 | 1.3 | 0.6 |